# Agriculture familiale
L'agriculture familiale est une forme d'agriculture caractérisée par le lien entre la famille et l'exploitation agricole. Pour la FAO, elle « englobe toutes les activités agricoles reposant sur la famille, en relation avec de nombreux aspects du développement rural ».

## Définition
Dans un document de travail sur la définition de l'agriculture familiale, publié en 2014 par la FAO, 36 définitions de l'agriculture familiale ont été recensées et comparées. Les auteurs considèrent que « la définition de l'exploitation familiale varie selon les pays et les contextes ». Selon eux, « la majorité des définitions reconnaissent le rôle du travail familial et le rôle de la famille dans la gestion de l'exploitation agricole. Cependant, la notion d'agriculture familiale semble dépasser la capacité, la taille et l'orientation agricoles ».
En France, le Centre de coopération internationale en recherche agronomique pour le développement (CIRAD) définit l'agriculture familiale comme une « des formes d’organisation de la production agricole regroupant des exploitations caractérisées par des liens organiques entre la famille et l’unité de production et par la mobilisation du travail familial excluant le salariat permanent ».

## Importance dans le monde
Le secteur agricole est le premier employeur au niveau mondial et les familles forment l’essentiel de cette force de travail. En 2014, l’agriculture familiale produisait plus de 70 % de la production alimentaire et gérait une proportion considérable des ressources naturelles.
Cette forme d'agriculture peut être qualifiée de vivrière ou de subsistance dans certaines parties du monde. Elle concerne des exploitations de petite taille, fait peu appel à la mécanisation ou aux intrants.
Dans les pays développés, l'expression « agriculture familiale » peut aussi s'appliquer à des exploitations de grande taille et/ou à forte mécanisation, si le statut juridique permet à des époux de travailler sur le même lieu.
En droit français, cette forme d'exploitation agricole correspond notamment au statut juridique d'une exploitation agricole à responsabilité limitée (EARL).
La FAO a proclamé la décennie 2019-2028 décennie de l'agriculture familiale pour atteindre les objectifs de développement durable dans le monde. Un investissement pour améliorer les conditions de travail et la production des agricultures familiales est censé contribuer plus au développement rural que les grandes firmes d'exportation. En effet, le savoir ancestral, la préservation des paysages, le maintien de la biodiversité, la sécurité alimentaire, la gestion de l'eau sont autant d'éléments où l'agriculture familiale peut avoir un atout par rapport à une agriculture à grande échelle tournée vers le marché extérieur. Elle semble aussi être mieux capable de répondre aux défis climatiques et environnementaux. Par conséquent le soutien à l'agriculture familiale dans le monde est reconnu comme un facteur essentiel de lutte contre la faim qui touche malheureusement beaucoup de familles paysannes pauvres. Le manque d'accès au crédit, des mauvaises récoltes liées aux conditions pédoclimatiques, les conflits armés sont parmi les raisons qui peuvent expliquer cette situation.